# William Etty

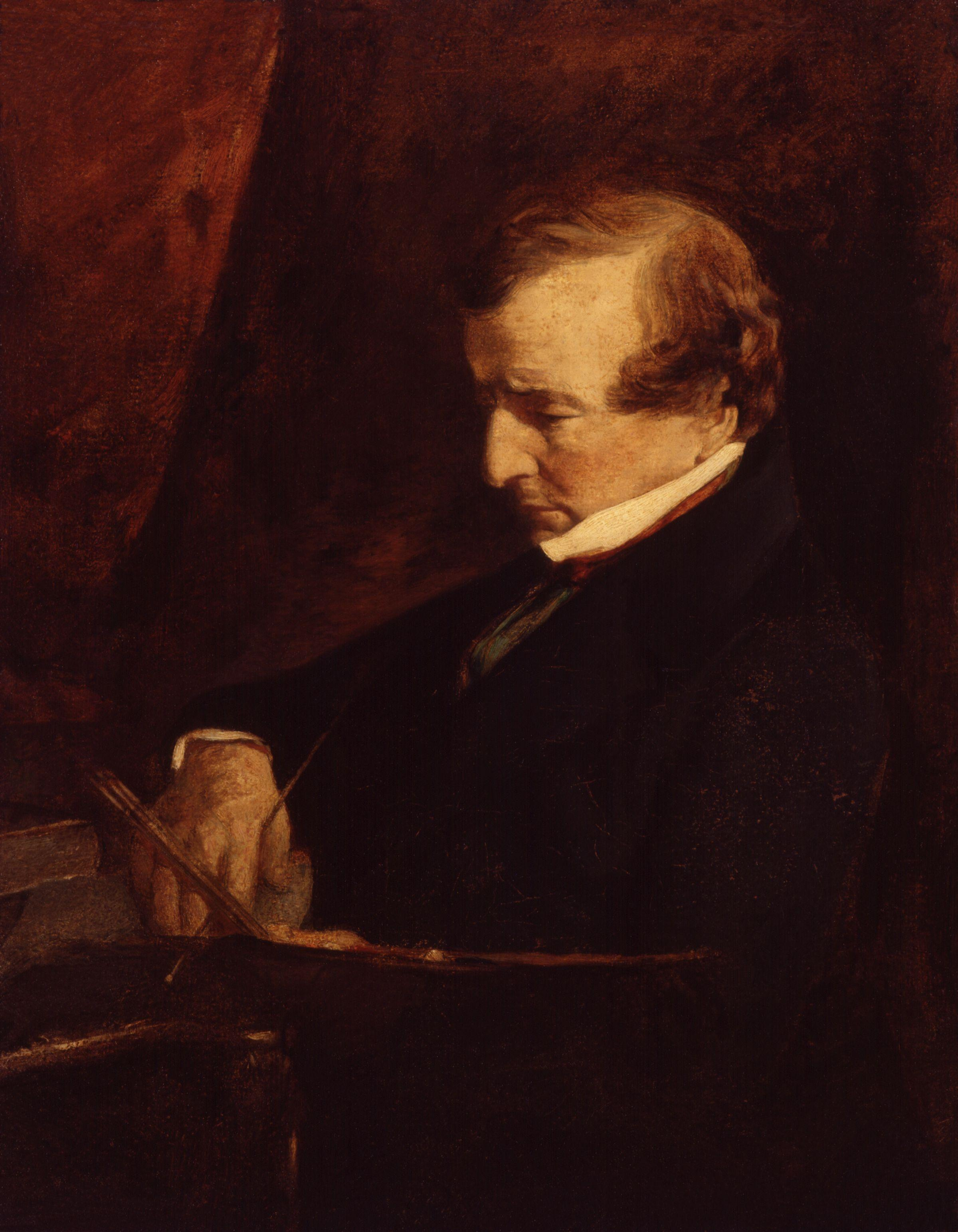
Självporträtt, baserat på ett foto

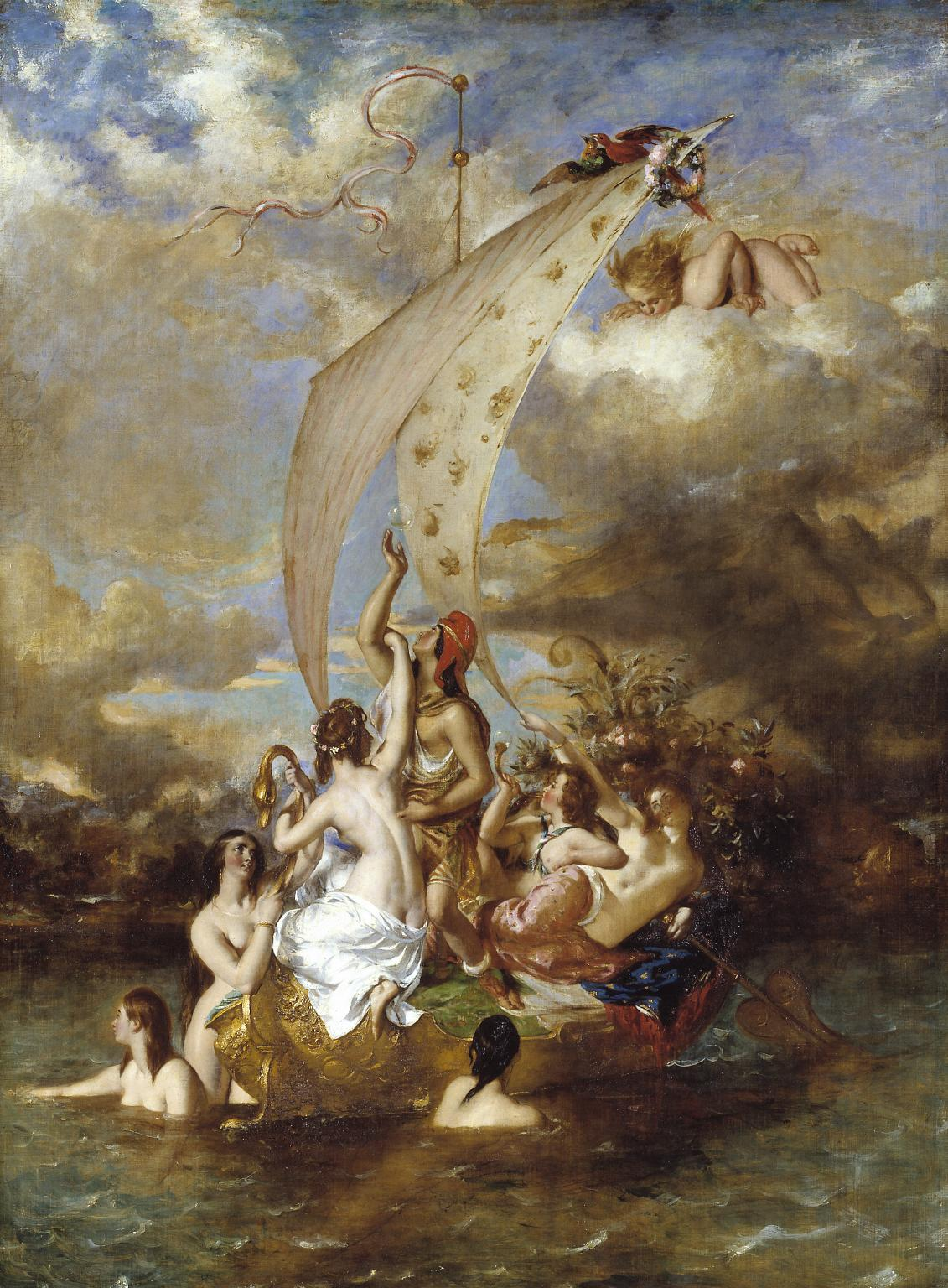
Ungdomen i stäven och Lusten vid rodret, 1832.

William Etty, född 10 mars 1787 i York, död 13 november 1849, var en brittisk konstnär, mest känd för sina målningar av kvinnliga nakenmodeller.

## Biografi
Etty utbildade sig dels i London under Thomas Lawrence, dels i Venedig, där han tillägnade sig de gamla mästarnas kolorit. Hans konst är präglad av det venetianska måleriet och nyklassicismen och han bedrev särskilt studier efter naken kvinnomodell, med bland annat motiv av mytologiska och historiska gestalter som Diana, Kleopatra, Venus,  Judith med flera. 
William Etty började sina studier i måleri på Royal Academy of Arts och vägleddes förutom av Thomas Lawrence av John Flaxman. Etty utvecklade snabbt sin egen stil, men framgångarna uteblev under de första åren. För att utbilda sig företog han 1816 en resa till Italien för att studera gamla mästare som Tizian, Rubens, Botticelli, Veronese med flera. 1820 fick han uppmärksamhet för målningarna Pandora, krönt av årstiderna, Venus ankomst, Vilande Diana och Kleopatras ankomst till Sicilien. 

Mellan 1822 och 1824 besökte han olika europeiska städer, bland andra Paris, Florens, Rom och Venedig. Under resan kopierade han verk, på Louvren särskilt av Tizian, Paolo Veronese, Michelangelo, Rafael, Peter Paul Rubens och i Madrid särskilt av Velasquez. Han genomförde där åtskilliga målningar av naken modell, vilka senare skulle bli huvudelementen i hans historiska och mytologiska måleri, varvid han särskilt påverkades av den venetianska stilen och dess varma färger med betoning på djuprött, gyllengult och djupblått. Den mjuka glansen hos nakna kvinnokroppar har ingen annan engelsk målare så väl återgett.

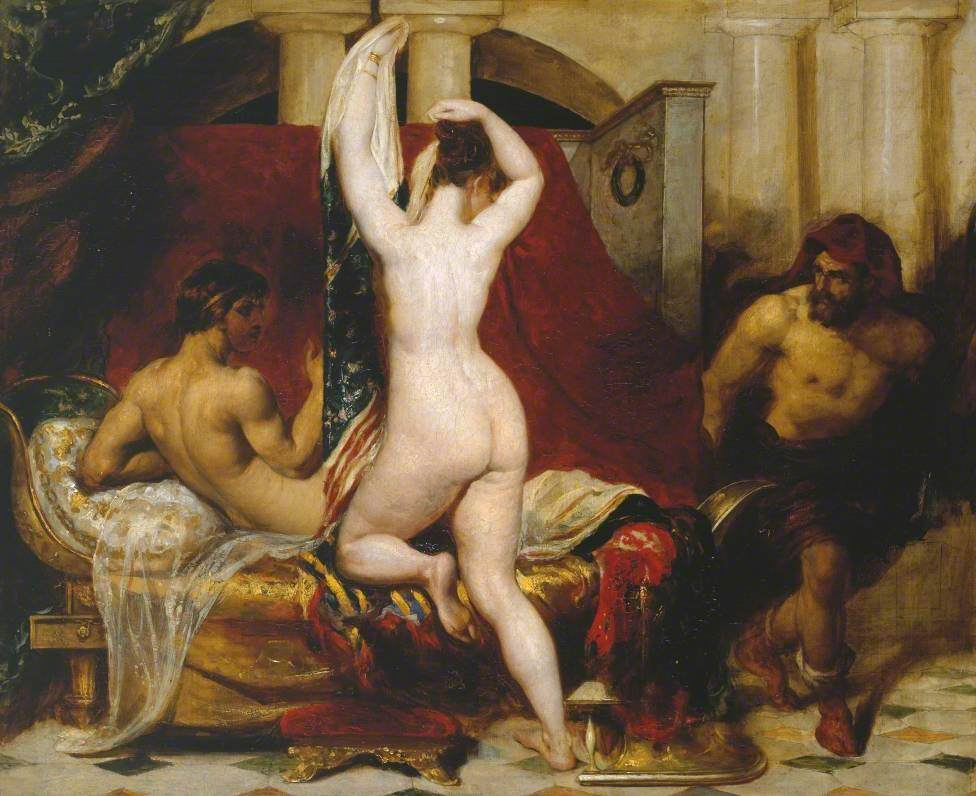
Kandalos, kung av Lydien, visar upp sin hustru, när hon går till sängs, 1820.

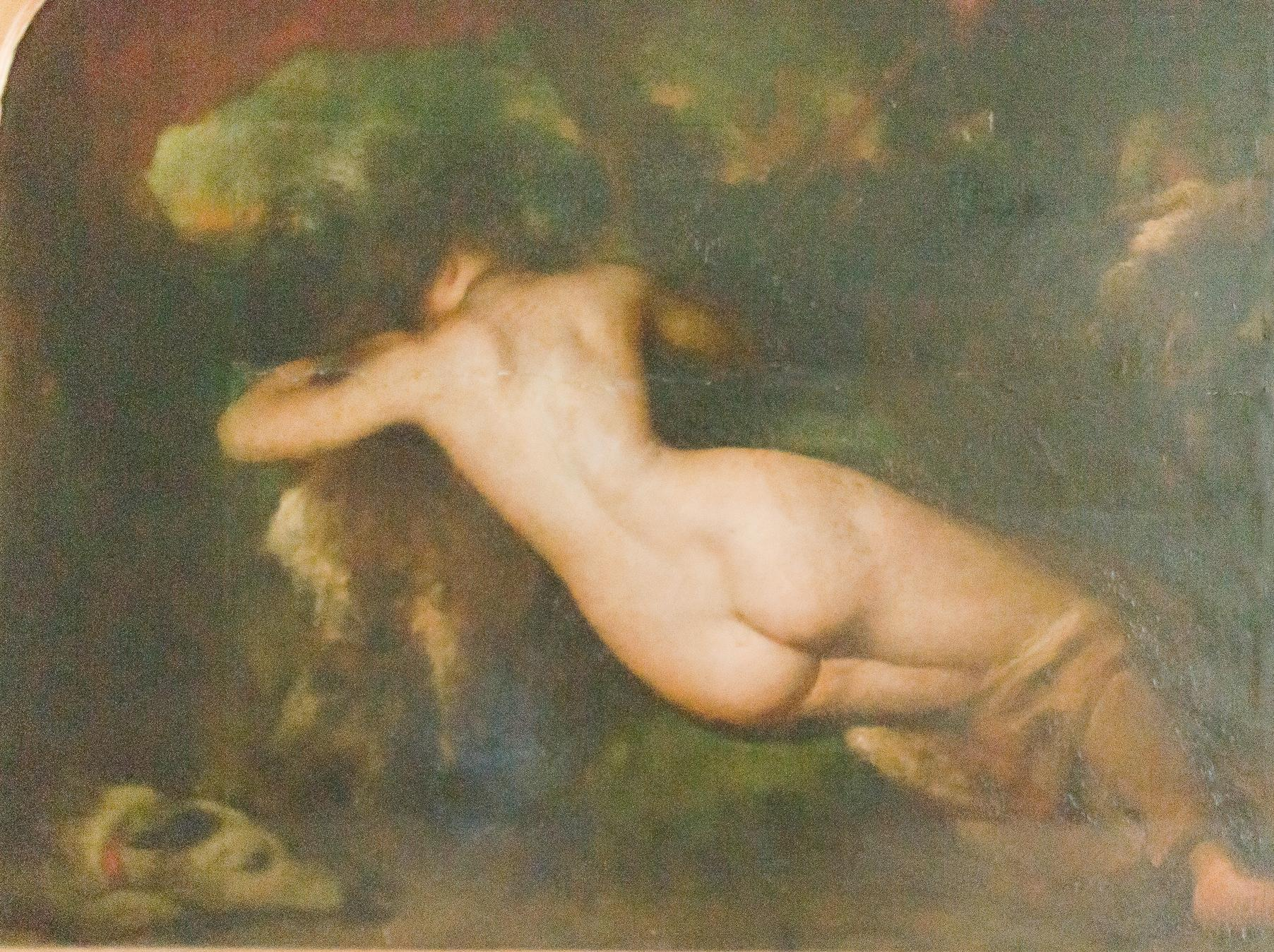
Vilande Diana med jakthund, 1829.

Etty blev 1828 ständig medlem av Royal Academy och hade från denna tid stor framgång med sitt måleri. Särskilt nakenmåleriet blev hans kännemärke, och som en av de sista företrädarna för den koloristiska traditionen kom Etty, att få ett visst inflytande på nyare måleri. Genom Millais påverkade han prerafaeliterna och även Eugène Delacroix uppskattade hans konst.